# Pou de l'Aigua (Girona)
El Pou de l'Aigua és una obra de Girona inclosa a l'Inventari del Patrimoni Arquitectònic de Catalunya.

## Descripció
És una torre situada al damunt d'un pou d'aigua, construït amb rajol. És desenvolupat en planta circular i presenta un terrat a dalt. Fins fa poc de temps abastia d'aigua corrent al conjunt de les cases del barri de Sant Narcís. La torre donava cabuda a l'equip de bombeig.